# SKY PerfecTV!
SKY PerfecTV!（日文商業名稱 Sukaper!），為日本以至全亞洲頗具規模的多頻道衛星電視平台，由SKY Perfect JSAT株式會社經營提供直播衛星及光纖網路的收費電視服務。

## 沿革
- 1996年9月30日，日本數位放送使用JCSAT-3通信衛星傳送節目MPEG-2訊號的PerfecTV!開播。
- 1998年4月25日，日本數位放送與JSkyB合併成立SKY PerfecTV!、簡稱，使用JCSAT-4通信衛星的「SKY Service」（スカイサービス）開播，而原PerfecTV!則轉成「PerfecTV」（パーフェクTV）傳送訊號服務[3]。
- 2002年3月1日，Plat One經營的衛星電視服務「Plat One」（プラット・ワン）開播。7月1日，SKY PerfecTV! 2（スカイパーフェクTV! 2）開播[4]。
- 2004年2月25日，Opticast開始SKY PerfecTV! 對應光纖TV  OPCAS（スカパー! 対応光ファイバーTV  OPCAS）有線電視服務[5]。3月1日，Plat One與SKY PerfecTV! 2同樣東經110度衛星電視服務整合為SKY PerfecTV! 110（スカイパーフェクTV! 110）[6]。
- 2005年2月1日，SKY PerfecTV! 對應光纖TV  OPCAS改名光PerfecTV!、簡稱 Pikaper![7]。3月1日，「SKY PerfecTV!  Channel 110」（スカチャン! 110）於SKY PerfecTV! 110開播[8]，乃自主營運頻道SKY PerfecTV!  Channel之濫觴。
- 2006年4月1日，光PerfecTV!更名SKY Perfect TV! 光[9]。7月27日，內藏160GB硬碟的「SKY PerfecTV! 數位錄影機」（スカパー! DVR）問世，10月1日開始提供租用服務[10]。
- 2007年2月1日，SKY PerfecTV! 110更名e2 by SKY PerfecTV![11]。
- 2008年10月1日，使用H.264/MPEG-4 AVC、DVB-S2方式提供15個HDTV頻道的SKY PerfecTV! HD（スカパー! HD）開播[12]，原SKY PerfecTV!改名為SKY PerfecTV! SD（スカパー! SD）、e2 by SKY PerfecTV!則是SKY PerfecTV! e2（スカパー! e2）[13]。
- 2009年10月1日，SKY PerfecTV! HD提供約60個新頻道，SKY PerfecTV! HD總頻道數已在70個以上。
- 2011年10月1日，新增「BS SKY PerfecTV!」（BSスカパー!）頻道在SKY PerfecTV! e2開播[14]。12月1日，推出隨選視訊服務。
- 2012年10月1日，更新標誌及服務一元化，SKY PerfecTV! e2更名SKY PerfecTV!，SKY PerfecTV! HD及SKY Perfect TV! 光則分別為SKY PerfecTV! Premium Service、SKY PerfecTV! Premium Service光[2]。SKY PerfecTV! SD列入Premium Service標準畫質服務淡出。
- 2013年1月17日，宣布除兩家購物頻道、一家數位電臺外於翌年5月31日停播Premium Service標準畫質[15]。
- 2015年3月1日，4K專門頻道在Premium Service開播[16][17]；31日，相關購物頻道皆轉高畫質播出後，Premium Service已無標準畫質電視頻道。

## 服務
| 項目         | SKY PerfecTV!                                                              | Premium Service                    | Premium Service光             |
| ------------ | -------------------------------------------------------------------------- | ---------------------------------- | ----------------------------- |
| 電台廣播頻道 | 無                                                                         | 無                                 | 有（調頻廣播）                |
| 電視頻道     | 16:9 UHD+16:9 HD+16:9 SD                                                   | 16:9 UHD+16:9 HD+16:9 SD           | （Premium Service有線電視化） |
| 系統         | ISDB-S/ISDB-S3（4K）                                                       | DVB-S2                             | （Premium Service有線電視化） |
| 視訊編碼     | MPEG-2及H.265/HEVC（4K）                                                   | H.264/MPEG-4 AVC及H.265/HEVC（4K） | （Premium Service有線電視化） |
| 音訊編碼     | MPEG-2 AAC、MPEG-4 AAC（4K）及MPEG-4 ALS（4K）                             | MPEG2-AAC                          | （Premium Service有線電視化） |
| 加密         | B-CAS及ACAS（4K）                                                          | multi2                             | （Premium Service有線電視化） |
| 衛星         | JCSAT-15（右旋及左旋）、B-SAT3a、B-SAT3c（右旋）、B-SAT4a及B-SAT4b（左旋） | JCSAT-3A及JCSAT-4B                 | （Premium Service有線電視化） |
| 開播         | 2002年7月1日（SKY PerfecTV! 2）                                            | 2008年10月1日（SKY PerfecTV! HD）  | 2004年2月25日（OPCAS）        |
| 播放種類     | 基幹播送                                                                   | 一般播送                           | 一般播送                      |
| 拷貝         | 日本Copy Once、Dubbing 10規範                                              | 日本Copy Once、Dubbing 10規範      | 日本Copy Once、Dubbing 10規範 |

## 吉祥物
當初合併成SKY PerfecTV!時，取雙方「Sky」跟「Perfect」意象製作標誌，但既使註冊商標也未賦予名稱，而俗稱「鬼靈君」；後來官方追認，並在2013年著衣擬人化公開徵名結果叫「史卡比」，表示「一見SKY PerfecTV!就快樂」。

## 外部連結
- 官方网站  （日語）
- YouTube上的SKY PerfecTV!頻道 （日語）
- BS SKY PerfecTV!（页面存档备份，存于） （日語）
- PerfecTV![] （日語）
- SKY PerfecTV!110[] （日語）
- 光PerfecTV![] （日語）
- SKY PerfecTV! Channel[] （日語）